# Clytra binominata
Clytra binominata is een keversoort uit de familie bladkevers (Chrysomelidae). De wetenschappelijke naam van de soort werd in 1953 gepubliceerd door Francisco de Asis Monrós.